# Proporcellio siculorum
Proporcellio siculorum is een pissebed uit de familie Porcellionidae. De wetenschappelijke naam van de soort is voor het eerst geldig gepubliceerd in 1935 door Alceste Arcangeli.